# Schwanebeck
Schwanebeck là một thị xã ở the huyện Harz, bang Sachsen-Anhalt, Đức. Đô thị Schwanebeck có diện tích 25,88 km², dân số thời điểm ngày 31 tháng 12 năm 2006 là 2344 người. Đô thị này nằm về phía đông bắc của Halberstadt. Đô thị này thuộc Verwaltungsgemeinschaft ("đô thị tập thể") Bode-Holtemme.